# Cột Nelson
Cột Nelson (tiếng Anh Nelson's Pillar, Nelson Pillar hoặc đơn giản là The Pillar) là một cột đá granite lớn bị chặn bởi một bức tượng của Horatio Nelson, ở trung tâm của Phố O'Connell (đến năm 1924 Sackville Street) ở Dublin, Ireland. Hoàn thành vào năm 1809 khi Ireland là một phần của Vương quốc Liên hiệp Anh, nó vẫn tồn tại cho đến tháng 3 năm 1966, khi nó bị hư hại nghiêm trọng do chất nổ của cộng hòa Ailen đặt vào. tàn dư của nó sau này đã bị phá hủy bởi quân đội Ireland.
Quyết định xây dựng tượng đài đã được thực hiện bởi Công ty Cổ phần Dublin khi hưng phấn sau chiến thắng của Nelson trong trận Trafalgar vào năm 1805. Bản thiết kế ban đầu bởi William Wilkins đã được sửa đổi rất nhiều bởi Francis Johnston, trên cơ sở các chi phí xây dựng. Bức tượng được chạm khắc bởi Thomas Kirk. Từ lúc khánh thành vào ngày 29 tháng 10 năm 1809, cột này là một điểm thu hút du lịch nổi tiếng, nhưng gây tranh cãi thẩm mỹ và chính trị ngay từ đầu. Một trung tâm thành phố nổi bật tượng đài tôn vinh một người Anh đã gây tổn thương tình cảm dân tộc lớn, và trong suốt thế kỷ 19 đã có các cuộc kêu gọi đập bỏ cột này, hoặc thay thế bằng một đài tưởng niệm các anh hùng một Ailen.